# Alexander Angerer (Basketballspieler)
Alexander Angerer (* 2. März 1996) ist ein deutscher Basketballspieler.

## Laufbahn
Angerer spielte in der Jugend des BBC Bayreuth, 2013 wechselte er zum Rhöndorfer TV, stand für den RTV in der 2. Regionalliga sowie in der Nachwuchs-Basketball-Bundesliga für die Bonner/Rhöndorfer Spielgemeinschaft auf dem Feld. In der Saison 2014/15 erhielt er erste Einsätze im Hemd der Dragons Rhöndorf in der 2. Bundesliga ProB, im Folgespieljahr dann in der 2. Bundesliga ProA. Zeitweilig war er mit einer Doppellizenz zudem in der zweiten Mannschaft der Telekom Baskets Bonn im Einsatz.
2016 wechselte Angerer zum VfL Bochum in die 2. Bundesliga ProB und sollte sich in seinen zwei Jahren beim VfL zum Leistungsträger der Mannschaft entwickeln. Im Spieljahr 2017/18 führte er die Bochumer in den statistischen Werten Punkte pro Begegnung (14,8) sowie Rebounds je Begegnung (7,1) an.
Ende Mai 2018 wurde er von den White Wings Hanau (2. Bundesliga ProA) verpflichtet. Er wurde in der Saison 2018/19 in 30 ProA-Spielen eingesetzt und erzielte im Schnitt 9,5 Punkte sowie 5,1 Rebounds pro Partie, verpasste mit der Mannschaft allerdings den Klassenerhalt. In der Sommerpause 2019 wechselte er zum SC Rist Wedel in die 2. Bundesliga ProB. Im Frühjahr 2020 zog sich Angerer einen Kreuzbandriss zu. Im Januar 2021 kehrte er für vier Partien aufs Spielfeld zurück, nach dem Ende der Saison 2020/21 gehörte er der Mannschaft nicht mehr an.